# Blokletter

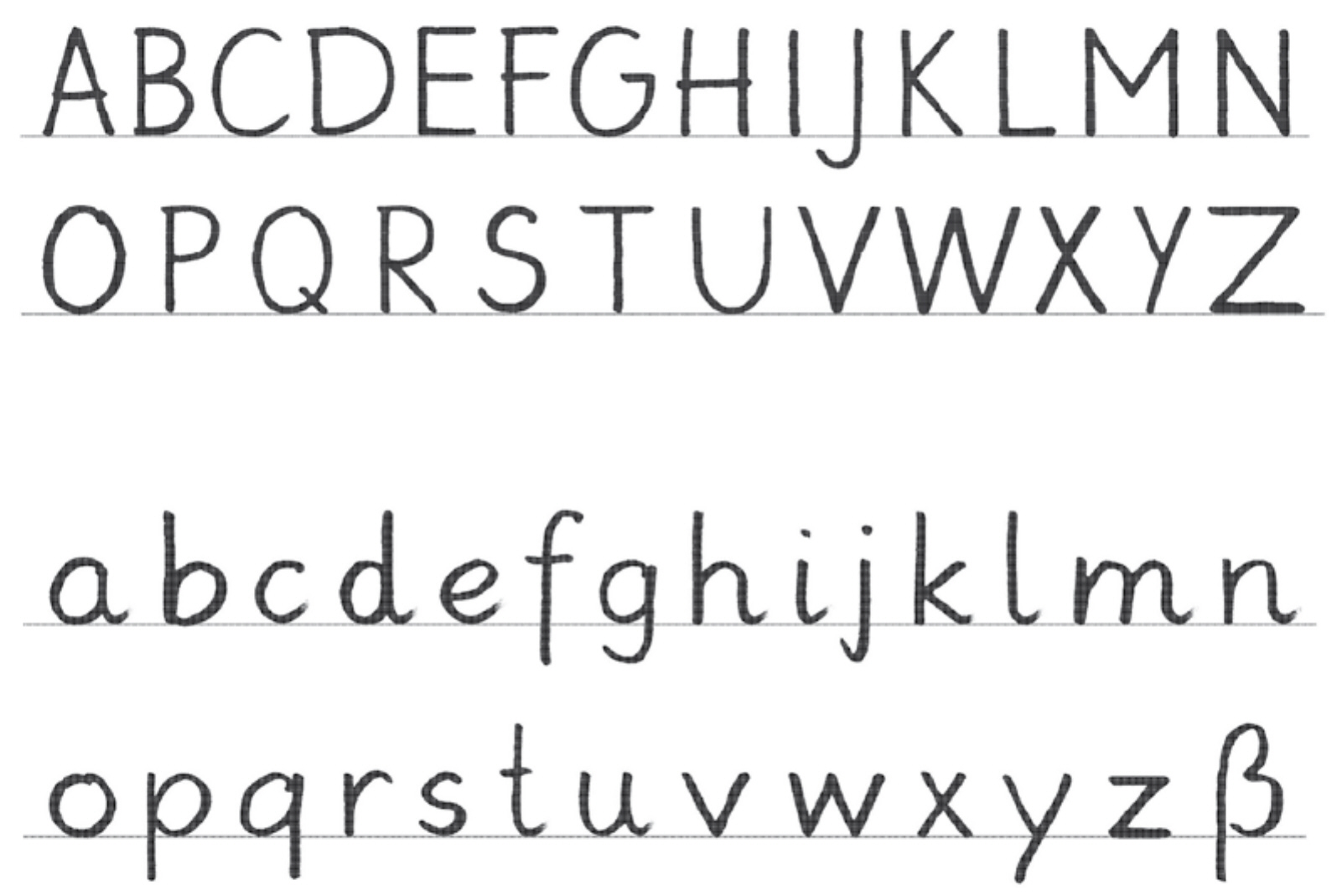
Blokletters (boven) en kleine letters

Blokletters zijn een lettertype met lettertekens in kapitalen (hoofd- of grote letters) en onderkast (kleine letters) die los van elkaar geschreven worden. Dit in tegenstelling tot de schrijfletter die in één lijn aan elkaar geschreven kunnen worden.
De term wordt veel gebruikt op invulformulieren. Men hoopt dat blokletters beter leesbaar zijn dan een lopend handschrift. Door het plaatsen van vakjes, ieder geschikt voor slechts één letter, kan het gebruik van blokletters op het invulformulier worden gestimuleerd. De tekst is dan beter herkenbaar voor OCR-software.

## In het onderwijs
In het basisonderwijs wordt op sommige scholen in Nederland het schrijven in lopend of verbonden schrift niet (meer) gegeven. Er wordt dan overgegaan op het schrijven in blokletters omdat dit beter zou aansluiten op de lettertypen in het dagelijks gebruik zoals op beeldschermen en in gedrukte media. Als nadeel geldt dat de pen vaker van het papier opgetild moet worden en dit de snelheid van het schrijven niet ten goede komt.
Op internationale scholen leren kinderen blokschrift; in de Verenigde Staten is de tendens dat er na jaren van blokschrift weer wordt overgegaan op leren schrijven met het verbonden schrift. Op Montessorischolen is verbonden schrift gangbaar of verplicht.